# Колодязний видобуток нафти

Нафтовидобувний колодязь ХІХ ст.

Нафтовидобувний колодязь ХІХ ст. Реконструкція. Скансен у м. Східниця.

Колодязний видобуток був першим промисловим способом освоєння нафтових родовищ.
За обсягами видобутку неглибокі колодязі (див. рис.) не могли конкурувати з майбутніми свердловинами, проте їх велика кількість створювала достатньо потужні (на свій час) виробництва. Так у 1865 р. у Галичині в Бориславі й на Волянці, на обох берегах Тисмениці, на площі близько десяти гектарів було понад 5 тис. колодязів, з яких добували ропу (нафту), і їх кількість постійно зростала. Глибина цих гірничих виробок доходила до 35 — 40 м і більше. На початку експлуатації вони давали в середньому по 100—150 кг, а в окремих колодязях — до 1600 кг ропи на добу. Коли притік нафти припинявся, гірничі виробки поглиблювали. Нафту з колодязів піднімали бурдюками зшитими зі шкур тварин і металевими або дерев'яними циліндричними посудинами (відрами, цебрами), у деяких посудинах дно відкидалося на шарнірі. Піднімання відер здійснювали коловоротами (мускульною силою робітників).
Вельми цікаві описи Геродота (між 490 і 480 р. до н. е. — близько 425 р. до н. е.) колодязних способів видобутку нафти, занотовані ним на Євфраті: 
«Із цього колодязя вичерпують асфальт, сіль (тобто пісок) і олій наступним чином. Асфальт вичерпують за допомогою колодязного журавля, а замість відра причіпляють до нього винний бурдюк. Зануривши бурдюк, зачерпують ним рідину і виливають у посудину. Потім рідину переливають в іншу посудину, де вона розкладається на три складові частини. Асфальт та сіль негайно ж осідають» («Історія», Кн. VI)
З другої половини 1860-х років у Галичині та на Апшероні починається широке застосування видобувних свердловин, яке майже повністю витіснило колодязне видобування наприкінці 1880-х років.